# George R. R. Martin
George Raymond Richard Martin (Bayonne, 20 settembre 1948) è uno scrittore, sceneggiatore e produttore televisivo statunitense.
È famoso soprattutto per il ciclo delle Cronache del ghiaccio e del fuoco, adattato nella serie HBO Il Trono di Spade tra il 2011 e il 2019 e vincitrice di numerosi premi Emmy. Ha inoltre contribuito alla creazione della serie antologica Wild Cards e alla scrittura della lore del videogioco Elden Ring.
Nel 2005 Lev Grossman di Time ha definito Martin "il Tolkien americano" e, nel 2011, è stato selezionato dalla stessa rivista Time nella lista delle 100 persone più influenti del pianeta.
Martin vive a Santa Fe, in Nuovo Messico. È un membro del Science Fiction and Fantasy Writers of America, di cui è stato direttore regionale dal 1977 al 1979 e vicepresidente dal 1996 al 1998, e del Writers Guild of America. Le sue opere sono state tradotte in tedesco, francese, italiano, spagnolo, svedese, norvegese, olandese, giapponese, portoghese, croato, russo, polacco, rumeno, ungherese, finlandese ed esperanto.

## Biografia
George Raymond Martin (prese il nome Richard da cresimato all'età di 13 anni) è nato il 20 settembre 1948 a Bayonne nel New Jersey. La famiglia era composta dal padre Raymond Collins Martin, un operaio portuale, dalla madre, Margaret Brady Martin, e dalle due sorelle, Darleen Martin Lapinski e Janet Martin Patten. La famiglia di sua madre era stata un tempo ricca, proprietaria di un'impresa edile di successo, ma aveva perso tutto durante la Grande depressione, cosa che veniva ricordata a Martin ogni volta che passava davanti a quello che era stato il molo e la casa della sua famiglia. Questo gli faceva pensare che, anche se erano poveri, venivano da una grandezza che era stata loro tolta. La famiglia viveva in case popolari vicino all'approdo di Bayonne. Frequentò prima la Mary Jane Donohoe School e poi la Marist High School. L'inclinazione e il talento per la scrittura si rivelarono molto presto: il suo primo pubblico fu composto dai figli dei vicini, a cui rivendeva le proprie storie dell'orrore per pochi spiccioli, includendo nel prezzo una lettura drammatica delle storie.
In questo periodo scrisse anche storie ambientate in un regno popolato dalle sue tartarughe domestiche che morivano frequentemente nel loro castello giocattolo. Fu così che Martin s'immaginò "trame sinistre" in cui si uccidevano tra loro. I libri che lo appassionarono maggiormente durante l'infanzia erano quelli di Robert A. Heinlein, Eric Frank Russell e Andre Norton. Tuttavia gli autori che ne influenzarono più profondamente lo stile, secondo le affermazioni dello stesso Martin, furono i classici della letteratura fantastica letti durante l'adolescenza: H.P. Lovecraft e J. R. R. Tolkien.
Durante le superiori scoprì la passione per i fumetti, di cui divenne fan e collezionista: le sue prime esperienze letterarie sono proprio da ricondursi alle collaborazioni con le riviste amatoriali del settore. L'esordio professionale risale al 1970, anno in cui Martin vendette alla rivista Galaxy il racconto The Hero, pubblicato poi nel febbraio del 1971. Seguirono altri racconti, pubblicati in altre testate. Sempre nel 1970, Martin si laureò B.S. (Bachelor of Science) con il massimo dei voti in giornalismo presso la Northwestern University di Evanston (Illinois) e l'anno seguente completò gli studi con M.S. (Master of Science) presso la stessa università.
Tra il 1972 e il 1974, durante la Guerra del Vietnam, George Martin fu obiettore di coscienza presso il VISTA, un'associazione collegata alla Fondazione di Assistenza Legale della Contea di Cook. Tra il 1973 e il 1976 diresse tornei di scacchi per l'Associazione continentale di scacchi e dal 1976 al 1978 lavorò come insegnante di giornalismo presso il Clarke College di Dubuque (Iowa). Nel 1975 si sposò con Gale Burnick da cui poi divorziò nel 1979, senza aver avuto figli; in questo periodo, si dedicò solamente part-time alla scrittura, sia in ambito giornalistico che letterario.
Nel 1975 ricevette il primo importante riscontro: il suo Canzone per Lya conquistò il prestigioso Premio Hugo quale miglior racconto dell'anno. Martin tuttavia abbandonò solo nel 1979 la professione di insegnante per dedicarsi a tempo pieno alla carriera letteraria, dopo un anno in cui, nel ruolo di writer-in-residence al Clarke College, ricevette il Premio Hugo, il Premio Locus e il Premio Nebula per Re della sabbia nella categoria miglior racconto breve. Negli anni ottanta i romanzi e i racconti di Martin ricevettero ulteriori premi e segnalazioni. Tra di essi si distinguono in particolar modo i romanzi Il pianeta dei venti del 1980, Il battello del delirio del 1982, Armageddon Rag del 1983 e la lunga serie di Wild Cards (il primo volume è del 1986), un mondo condiviso di ambientazione supereroistica di cui Martin è sia curatore, sia autore di alcuni dei racconti.
La genesi di questa serie è molto particolare: Wild Cards, infatti, nacque in seguito a una serie di sessioni di gioco di ruolo di ambientazione supereroica, in cui Martin partecipa nel ruolo di narratore. Tuttora Martin è un appassionato giocatore di ruolo e ha affermato in diverse occasioni di continuare a giocare saltuariamente con il proprio gruppo. Ma, per quanto le sue opere abbiano suscitato ottime reazioni nella critica e tra gli appassionati del genere fantastico, Martin non riusciva ad attrarre l'attenzione del grande pubblico. Fu' così che nel 1986 decise di trasferirsi a Hollywood dove collaborò con la CBS per lo sviluppo di svariate serie per la TV.
In un primo momento lavorò come sceneggiatore per la serie Ai confini della realtà. Dopo alcuni episodi la CBS gli affidò la consulenza delle sceneggiature de La bella e la bestia, per cui lavorò fino al 1989 arrivando a ricoprire il ruolo di produttore della serie. Lavorò anche per la Columbia Pictures Television quale produttore esecutivo e sceneggiatore di Doorways, l'episodio pilota di una serie mai realizzata, filmato tra il 1991 e il 1992 e andato in onda nel 1993. In seguito lasciò Hollywood per ritornare a dedicarsi a tempo pieno alla carriera letteraria, stanco delle restrizioni imposte al suo talento di scrittore dai meccanismi produttivi delle major.

### LeCronache del ghiaccio e del fuoco
Dal 1991 Martin ritornò a scrivere romanzi e iniziò quella che sarebbe poi diventata la serie epic fantasy A Song of Ice and Fire (Cronache del ghiaccio e del fuoco), ispirata alla Guerra delle due rose e a Ivanhoe, comprensiva, nell'edizione americana, di sette volumi. Il primo, Il gioco dei troni (A Game of Thrones), fu pubblicato nel 1996. Nel novembre 2005, Il banchetto dei corvi (A Feast for Crows), il quarto romanzo di questa serie, venne proclamato dal The New York Times bestseller n. 1, e raggiunse il primo posto anche nella classifica dei bestseller del Wall Street Journal. Inoltre, nel settembre 2006, Il banchetto dei corvi fu candidato sia a un Quill Award sia a un British Fantasy Award.
Il quinto libro, A Dance with Dragons (pubblicato in italiano in tre volumi: I guerrieri del ghiaccio, I fuochi di Valyria e La danza dei draghi), è stato pubblicato nel luglio 2011, diventando rapidamente un bestseller internazionale, nº 1 nella classifica dei libri più venduti del New York Times e di molte altre riviste e rimanendo nella classifica del New York Times per più di un anno. La serie ha ricevuto elogi da autori, lettori e critica. Nel 2012, A Dance with Dragons arrivò allo scrutinio finale per i premi per la letteratura di fantascienza e fantasy Hugo Award, World Fantasy Award, Locus Poll Award, e British Fantasy Award; il romanzo ha vinto il Locus Poll Award come miglior romanzo fantasy. Della stessa serie sono in programma altri due romanzi non ancora scritti.
Il 25 aprile 2018, Martin ha annunciato la pubblicazione del suo nuovo romanzo, Fire & Blood (Fuoco e Sangue), che tratta la storia di Casa Targaryen. L'opera è stata pubblicata il successivo 20 novembre. Se Martin dovesse morire prima di aver completato le Cronache del Ghiaccio e del Fuoco, alcuni suoi ex collaboratori hanno dichiarato che non concluderanno la serie per lui.

### La serie televisiva dell'HBO
Durante il completamento di A Dance with Dragons e di altri progetti, George R.R. Martin è stato anche coinvolto nella produzione di un adattamento televisivo delle Cronache del ghiaccio e del fuoco intitolato come il primo romanzo della serie, Il gioco del trono (A Game of Thrones). Il coinvolgimento di Martin ha compreso la selezione di un team di produzione e la partecipazione alla sceneggiatura; i titoli di testa lo accreditano come produttore esecutivo della serie.
La HBO Productions acquistò i diritti televisivi per l'intera saga delle Cronache del ghiaccio e del fuoco nel 2007 e iniziò a trasmettere la serie fantasy sul suo canale via cavo premium degli Stati Uniti il 17 aprile 2011; la serie proseguì settimanalmente per dieci episodi, ciascuno lungo circa un'ora. La serie venne rinnovata poco dopo la messa in onda del primo episodio. La prima stagione è stata candidata a 13 Emmy Awards, vincendone infine due, uno per i suoi titoli di apertura e l'altro per Peter Dinklage come miglior attore non protagonista.
La seconda stagione di dieci episodi, basata sul secondo romanzo delle Cronache del ghiaccio e del fuoco, Lo scontro dei re (A Clash of Kings), iniziò a essere trasmessa il 1º aprile 2012, sempre sul canale dell'HBO statunitense. La seconda stagione è stata candidata a dodici Emmy Award, tra cui un'altra nomination come miglior attore non protagonista per Dinklage. La stagione ha vinto sei di questi Emmy nelle categorie sulle arti tecniche, che furono premiate la settimana prima della regolare cerimonia di premiazione televisiva del 2012. La prima stagione di 10 episodi è stata candidata anche al premio Hugo del 2012, il più antico premio del fantasy e della fantascienza, presentato dalla World Science Fiction Society ogni anno, durante l'annuale Worldcon; vinse il premio Hugo 2012 per la miglior rappresentazione drammatica nella 70sima World Science Fiction Convention.

## Analisi delle sue opere, temi affrontati

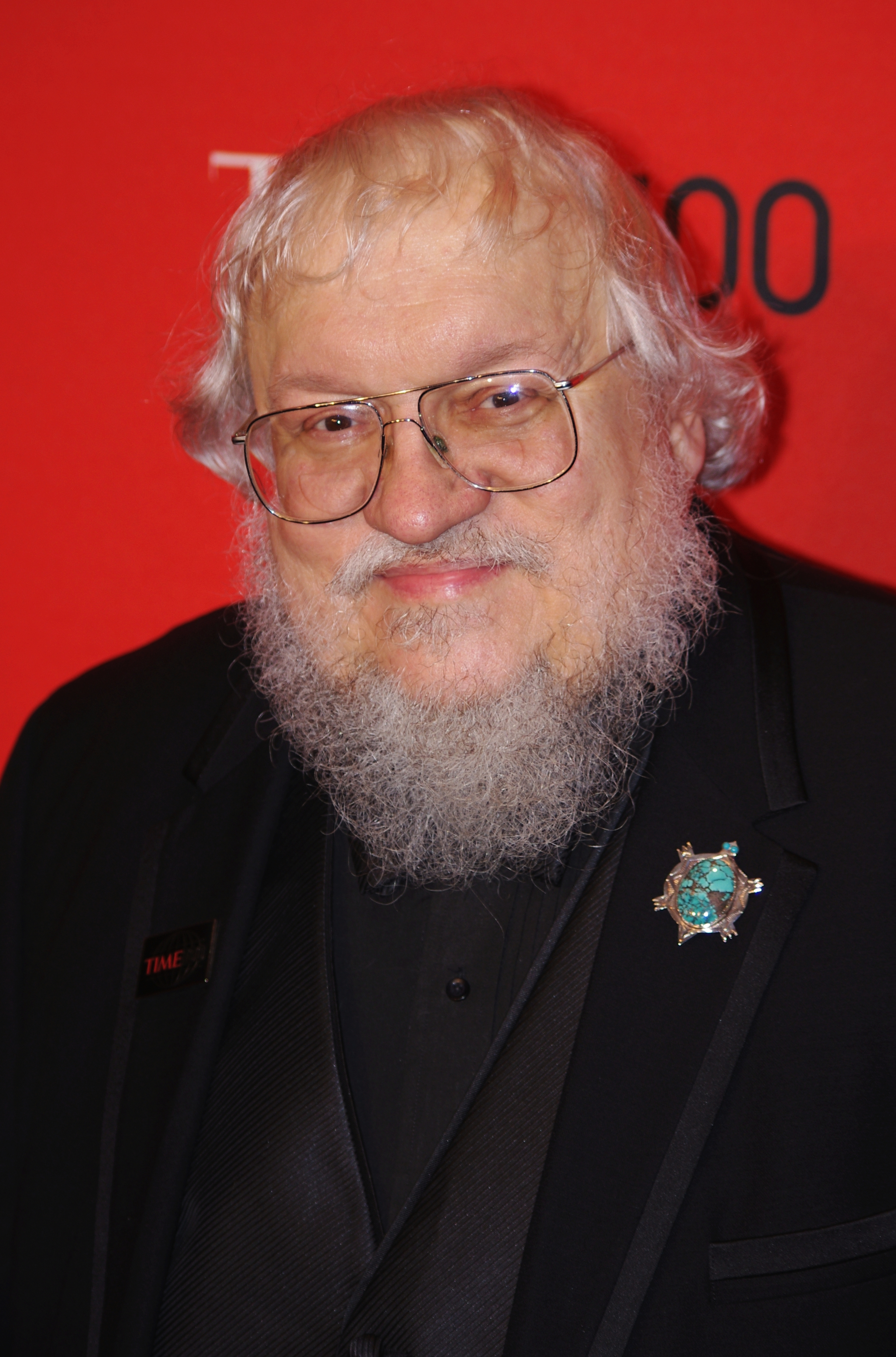
George Martin nel 2011

Il lavoro di Martin è stato descritto dal Los Angeles Times come dotato di "trame complesse, personaggi affascinanti, grandi dialoghi, ritmo perfetto", mentre il New York Times lo vede come "fantasy per adulti"; altri ritengono che sia oscuro e cinico. Il suo primo romanzo, La luce morente (Dying of the Light), è propedeutico per alcuni dei suoi lavori futuri, svolgendosi su un pianeta per lo più abbandonato che di sta allontanado dal suo sole, sta diventando inabitabile. E' una storia malinconica, dove i personaggi sono spesso insoddisfatti e aggrappati all'idealismo in un mondo spietato, con molti elementi da eroi tragici. Il recensore T. M. Wagner scrive: "Non sia mai detto che Martin non condivide la predilezione di Shakespeare per l'insensatamente tragico".
Questa malinconia può essere un ostacolo per alcuni lettori. L'Inchoatus Group scrive in proposito: "Se questa mancanza di gioia vi disturba, o siete alla ricerca di qualcosa di più affermato, allora probabilmente dovreste cercare altrove". Per molti fan però è proprio il livello di "realismo" e "completezza" delle opere di Martin, che comprende imperfezioni dei personaggi, ambiguità morali/etiche e tragici colpi di scena, che è accattivante e mantiene l'arco della narrazione abbastanza convincente per continuare a seguirlo nonostante la pura brutalità che vi si riscontra, come T. M. Wagner sottolinea elegantemente, "C'è grande tragedia [...], ma c'è anche eccitazione, umorismo, eroismo anche negli smidollati, nobiltà anche nei cattivi e, di tanto in tanto, un assaggio di giustizia. È un dono raro quando uno scrittore può investire le sue storie di tanta umanità".
I personaggi di Martin sono molto sfaccettati, ognuno con un passato intricato, fatto di aspirazioni ed ambizioni. Publishers Weekly scrive del suo ciclo fantasy epico Cronache del ghiaccio e del fuoco: "la complessità di personaggi come Daenerys, Arya e lo Sterminatore di re manterrà i lettori attenti anche considerando il gran numero di pagine contenute in questo volume, in quanto l'autore, come Tolkien o Jordan, ci rende preoccupati per i loro destini". A nessun personaggio è data una stringa irrealistica di fortuna: a qualsiasi personaggio, maggiore o minore, non importa quanto vi sia affezionato il lettore, può capitare tutto. Martin ha descritto il suo debole per l'uccisione di personaggi importanti come necessario per la profondità della storia: "... quando i miei personaggi sono in pericolo, voglio che tu abbia paura di voltare pagina, (così) è necessario mostrare direttamente dall'inizio che si sta facendo sul serio".
Nel distinguere la sua opera da quella di altri, Martin tiene a mettere in risalto il realismo e dinamiche sociali plausibili al di sopra di un eccessivo affidamento sulla magia e di una semplicistica dicotomia "bene contro male", che è spesso causa di critica alla scrittura fantastica contemporanea. In particolare, l'opera di Martin compie una rottura forte con il prevalente schema dei "cavalieri eroici" che è diventato un pilastro del fantasy derivato da Il Signore degli Anelli di J. R. R. Tolkien, che nondimeno ammira e da cui trova ispirazione. Critica in particolare l'ipersemplificazione dei temi e degli strumenti di Tolkien, i quali imitano quella che ha scherzosamente definito "una Disneyland del Medioevo" che sorvola o addirittura ignora le principali differenze tra la società medievale e quella moderna, in particolare per quanto riguarda le strutture sociali, i modi di vivere e le modalità politiche (è in un certo qual modo ironico il fatto che Martin venga a volte considerato come "il Tolkien americano" da alcuni critici letterari).
L'autore tiene a costruire la sua opera su una base da romanzo storico, evocando importanti elementi sociali e politici del periodo medievale che si distanziano notevolmente dai tempi moderni, come la natura multigenerazionale, rigida, e spesso dalle conseguenze brutali del sistema gerarchico di classi delle società feudali, che è in molti casi trascurata nelle opere fantasy. Anche se le Cronache del ghiaccio e del fuoco sono una serie fantasy che utilizza la magia e il surreale come è sempre centrale per il genere, Martin intende garantire che la magia è solo un elemento tra i tanti che si muovono attraverso la sua opera e non un generico deus ex machina che è di per sé il focus del racconto. Fine ultimo di Martin è l'esplorazione della condizione umana, la quale viene descritta come l'unica ragione per leggere tutta la letteratura, a prescindere dal genere.
Tema importante nelle sue opere principali è la sfaccettatura e la stratificazione della realtà, che contorna il lungo e tortuoso cammino che i personaggi sperimentano quando Martin immagina per sé e per i suoi lettori. Si ha l'idealismo contro il dovere, l'amore romantico confrontato col primato della famiglia, la misura in cui gli individui possono arrivare al fine di proteggere la famiglia (o di migliorare se stessi all'interno della famiglia), i conflitti che nascono da differenti livelli di impegno sociale, i motivi per cui le persone sono spinte al "male", la natura della redenzione, la realpolitik contro il "fare la cosa giusta", l'etica delle azioni politiche e le loro conseguenze, la brutalità della guerra, i modi in cui i membri di diverse classi sociali (con successo o senza) navigano in un'antica struttura/classe feudale, e il significato della religione e della convinzione all'interno di molte alternative in competizione. I grandi temi e le aree di esplorazione della sua narrativa breve comprendono la solitudine, le relazioni, l'amore tragicamente condannato, l'idealismo, il romanticismo, e la dura verità contro l'inganno confortante. Molti di questi ultimi temi si riscontrano anche nel suo opus magnum, ma la maggior parte di loro sono più abbondantemente trattati ed evidenti nelle sue opere brevi.

## Opere letterarie
George R. R. Martin ha creato tre saghe - tra le quali spicca per importanza la Cronache del ghiaccio e del fuoco - cinque romanzi e numerose antologie e racconti, in una carriera artistica che prosegue pressoché ininterrottamente dalla fine degli anni sessanta. È inoltre curatore di una serie di romanzi di fantascienza intitolata Wild Cards.

### Romanzi
- Dying of the Light, 1977, (La luce morente, Mondadori 2017)
- Windhaven, 1981, con Lisa Tuttle, (Il pianeta dei venti, Mondadori 2015)
- Fevre Dream, 1982, (Il battello del delirio, Mondadori 2017)
- The Armageddon Rag, 1983, (Armageddon Rag, Mondadori 2017)
- Tuf Voyaging, 1987, (Il Viaggio di Tuf, Mondadori, 2013)
- A Game of Thrones, 1996, (Il trono di spade. Un gioco di troni. Libro primo delle Cronache del ghiaccio e del fuoco, Mondadori 2019)
- A Clash of Kings, 1998, (Il trono di spade. Uno scontro di re. Libro secondo delle cronache del ghiaccio e del fuoco, Mondadori 2019)
- A Storm of Swords, 2000, (Il trono di spade. Una tempesta di spade. Libro terzo delle Cronache del ghiaccio e del fuoco, Mondadori 2019)
- A Feast for Crows, 2005, (Il trono di spade. Un banchetto per i corvi. Libro quarto delle Cronache del ghiaccio e del fuoco, Mondadori 2019)
- Hunter's Run, 2007, con Gardner Dozois e Daniel Abraham (Fuga impossibile, Fanucci, 2008)
- A Dance with Dragons, 2011, (Il trono di spade. Una danza con i draghi. Libro quinto delle Cronache del ghiaccio e del fuoco, Mondadori 2019)
- Fire & Blood, 2018 (Fuoco e Sangue, illustrazioni di Doug Wheatley, Mondadori 2019)

## Arte e fumetti

### Edizioni illustrate diA Song of Ice and Fire
- 2001 A Game of Thrones Meisha Merlin, pag. 730. Illustrazioni a cura di Jeffrey Jones.
- 2002 A Clash of Kings Meisha Merlin, pag. 750. Illustrazioni a cura di John Howe.
- 2006 A Storm of Swords Subterranean Press, edizione da due volumi in cofanetto. Illustrazioni a cura di Charles Vess.
- 2007 A Feast for Crows Subterranean Press. Illustrazioni a cura di Tom Canty.
- 2012 A Dance with Dragons Subterranean Press, edizione in due volumi in cofanetto. Illustrazioni di Marc Fishman.
- A Game of Thrones Subterranean Press, edizione in due volumi in cofanetto. Illustrazioni di Ted Nasmith[28].
- A Clash of Kings Subterranean Press, edizione in due volumi in cofanetto. Illustrazioni di Richard Hescox[29].
- 2016 A Game of Thrones Bantam. Traduzione italiana Il trono di spade. Edizione illustrata Mondadori, 2017.

La casa editrice Meisha Merlin ha curato l'edizione della versione illustrata dei primi due volumi che compongono le Cronache del ghiaccio e del fuoco. Si tratta di edizioni limitate e molto costose, illustrate dai maggiori talenti nel campo dell'arte fantastica. Dal terzo volume il progetto è stato affidato a Subterranean Press, che ha fatto realizzare le immagini al famoso illustratore tolkieniano John Howe. L'illustratore del quarto volume, A Feast for Crows, è Tom Canty. 
A causa della discordanza di aspetto fra i volumi pubblicati da Meisha Merlin e i propri, Subterranean Press ha commissionato una nuova edizione illustrata di A Game of Thrones a Ted Nasmith e una di A Clash of Kings a Richard Hescox.
Nel 2016 per celebrare i 20 anni della pubblicazione di A Game of Thrones la casa editrice Bantam ha pubblicato una nuova edizione contenente illustrazioni di artisti quali Donato Giancola, Gary Gianni, Didier Graffet, Michael Komarck, John McCambridge, Mike S. Miller, Victor Manuel Leza Moreno, Ted Nasmith, John Picacio, Levi Pinfold, Aranza Sestayo, Marc Simonetti, Jennifer Sol Cai, Philip Straub, Justin Sweet, Magali Villeneuve, Jeffrey L. Ward e Paul Youll.

### Adattamenti a fumetti
- 2003 The Hedge Knight, adattamento di Ben Avery, disegni di Mike S. Miller, Roaring Studios (poi Dabel Brothers Productions).

Nell'agosto del 2002, il sito ufficiale di George R. R. Martin ha annunciato che la Roaring Studios, una giovane casa editrice per fumetti, avrebbe curato la realizzazione dell'adattamento di Il cavaliere dei Sette Regni (The Hedge Knight), il racconto dei Sette Regni pubblicato nel secondo volume di Legends. Le illustrazioni sono state affidate a Mike S. Miller, già noto per i suoi lavori con serie famose quali Superman, X-Men e Wolverine. Nel 2004 la casa editrice Italycomics ha pubblicato Il cavaliere errante in italiano.
- 2007 Hedge Knight II: Sworn Sword, adattamento di Ben Avery, disegni di Mike S. Miller, Marvel Comics.

Il secondo adattamento a fumetti da Legends è apparso negli USA sotto le etichette Marvel come miniserie in sei parti, poi raccolte in volume. Si tratta di una coproduzione tra la DBPro e il colosso dell'editoria a fumetti. Nel 2010 la casa editrice Italycomics ha pubblicato The hedge knight. Spada giurata in italiano.

## Televisione

### Ai confini della realtà (The Twilight Zone)
Sceneggiò alcuni episodi di Ai confini della realtà.
- Adattamenti:
  - 1986 The Last Defender of Camelot, basato sul racconto di Roger Zelazny (pubblicato in Italia come L'ultimo difensore di Camelot sulla Rivista di Isaac Asimov numero 3 - Siad Edizioni).
  - 1986 The Once and Future King, Il Re Passato e Futuro, basato sulla storia di Bryce Maritano.
  - 1986 Lost and Found, basato sul racconto di Phyllis Eisenstein.
  - 1986 The Toys of Caliban, I Giocattoli di Calibano, basato sulla storia di Terry Matz.
- Sceneggiature originali:
  - 1986 The Road Less Travelled, L'altra strada.

### La bella e la bestia (Beauty and the Beast)
George R. R. Martin partecipò alla produzione del serial La Bella e la Bestia per tre anni dal 1987 al 1990. Inizialmente come consulente alle sceneggiature, ma già durante la prima stagione viene promosso al ruolo di co-produttore. Nella seconda serie assume il ruolo di produttore, fino a diventare Produttore Esecutivo durante la terza stagione.
Per quanto impegnato nella revisione delle sceneggiature e nella produzione televisiva del programma, Martin trovò anche il tempo per scrivere alcuni episodi, in cui è possibile rintracciare il suo stile, per quanto limitato espressivamente dalle strutture narrative proprie del mezzo televisivo e dal tono "romantico" del serial, così distante dal crudo realismo che invece segna le Cronache del ghiaccio e del fuoco. Comunque, gli episodi di Martin si distinguono per l'originalità e per il senso narrativo con cui l'autore indaga la psicologia dei protagonisti nonché per la capacità di rappresentarne i drammi morali con poesia ed aderenza allo spirito della serie.
Sono numerosi i riferimenti letterari con cui Martin si diverte ad arricchire le proprie sceneggiature, meccanismo in cui l'autore si dimostra un vero maestro: le citazioni, infatti, vanno dalle poesie del poeta romantico P.B. Shelley fino ai racconti classici dell'horror quali La leggenda di Sleepy Hollow. Di fronte al numero abbastanza basso di sceneggiature che lo vedono espressamente accreditato, c'è comunque da notare che Martin, dato il suo compito di supervisore, partecipò alla stesura di molti episodi della seconda e terza serie.
- 1ª serie
  - 1987 Ep. 02 Terrible Saviour, Angeli e Demoni
  - 1987 Ep. 05 Masques, La Maschera della Morte
  - 1988 Ep. 12 Shades of Gray, con David Peckinpah, Il Miracolo dell'amore
  - 1988 Ep. 16 Promises of Someday, Vent'anni dopo
  - 1988 Ep. 21 Ozymandias, Allarme nel sottosuolo.
- 2ª serie
  - 1988 Ep. 04 Dead of Winter, Morire d'inverno
  - 1989 Ep. 09 Brothers, Straniero in terra sconosciuta
  - 1989 Ep. 14 When the Blue Bird Sings, L'uccello azzurro, con Robert John Guttke
  - 1989 Ep. 18 A Kingdom by the Sea, Un regno sul mare
  - 1989 Ep. 20 What Rough Beast, L'informatore, con Alex Gansa e Howard Gordon.
  - 1989 Ep. 21 Ceremony of Innocence, Un diabolico disegno, con Alex Gansa e Howard Gordon.
- 3ª serie
  - 1989 Ep. 04 Snow, Vento di morte
  - 1990 Ep. 05 Beggar's Comet, La cometa del mendicante
  - 1990 Ep. 09 Invictus, L'invincibile

### Adattamenti televisivi
- 1984 Remembering Melody, Episodio della serie The Hitchhiker, Home Box Office
- 1995 Sandkings – Film televisivo di due ore per la serie The Outer Limits, Showtime, adattamento a cura di Melinda M. Snodgrass.

### Episodi pilota
- 1991 Doorways, episodio pilota per la ABC network series, Columbia Pictures, scritto nel 1991, filmato nel 1992 e andato in onda nel 1993.

### Sceneggiature televisive rimaste incompiute
- 1987 Xmas. Sceneggiatura originale. In pre-produzione quando la serie fu cancellata
- 1990 Black Cluster, Episodio Pilota per la ABC television series, Columbia Pictures. Mai prodotto
- 1992 The Survivors, Episodio Pilota di due ore per la CBS television series, Trilogy Entertainment. Non prodotto.
- 1994 Starport, Episodio pilota di due ore per la Fox network television series, Columbia Pictures Television. Non prodotto.

### Il Trono di Spade
Dal 2011, Martin lavora come co-produttore esecutivo e autore della serie televisiva Il Trono di Spade, basata sulla sua saga Cronache del ghiaccio e del fuoco. Ha scritto la sceneggiatura degli episodi La guerra alle porte (1x08), L'assedio (2x09), L'orso e la fanciulla bionda (3x07) e Il leone e la rosa (4x02).

### House of the Dragon
Dal 2022 Martin è ideatore e produttore esecutivo della serie House of the Dragon, prequel de Il Trono di Spade.

## Cinema

### Adattamenti cinematografici
- 1987 Misteriose forme di vita (Nightflyers, sceneggiatura di Robert Jaffe, diretto da Robert Collector, produzione Vista Organization)

### Sceneggiature non prodotte
- 1990 Fadeout, Sceneggiatura per la Wildstreet Pictures.
- 1993-95 Wild Cards, sceneggiatura per la Hollywood Pictures/Disney Studio scritta in collaborazione con Melinda M. Snodgrass e basata sulle antologie di Wild Cards
- 1993-94 A Princess of Mars, sceneggiatura per la Hollywood Pictures/Disney Studio, scritta in collaborazione con Melinda M. Snodgrass e basata sul primo romanzo del ciclo di John Carter di Marte di Edgar Rice Burroughs (pubblicato in Italia dall'Editrice Nord)

## Videogiochi
- Game of Thrones (2012, PC, PlayStation 3, Xbox 360) – sceneggiatore, produttore esecutivo, voce del Maestro Martin di Castlewood
- Elden Ring (2022, PlayStation 5, PlayStation 4, Xbox Series X/S, Xbox One, PC) – sceneggiatore[31]

## Riconoscimenti
Durante la sua trentennale carriera artistica, George R. R. Martin ha conseguito un ampio numero di premi letterari. Nel suo albo d'oro spiccano i due premi Nebula e i numerosi premi Hugo, considerati i due riconoscimenti più prestigiosi nell'ambito della letteratura fantastica.

### Premio Hugo
- Categoria racconto breve
  - 1980 La via della croce e del drago (The Way of Cross and Dragon)
- Categoria Racconto
  - 1980 Re della sabbia (Sandkings)
- Categoria Romanzo Breve
  - 1975 Un canto per Lya (A Song for Lya)
  - 1997 Sangue di drago (Blood of the Dragon)

### Premio Nebula
- Categoria racconto
  - 1979 Re della sabbia (Sandkings)
  - 1985 Ritratti di famiglia (Portraits of His Children)

### Premio World Fantasy
- Categoria miglior racconto lungo
  - 1989 Commercio di pelle (The Skin Trade)
- Categoria alla carriera
  - 2012
- Categoria antologie
  - 1989 Donne pericolose (Dangerous Women) - con Gardner Dozois

### Premio Bram Stoker
- Categoria miglior racconto
  - 1988 The Pear-Shaped Man

### Premio Locus
- Categoria miglior racconto lungo
  - 1976 Tempeste (The Storms of Windhaven)
  - 1981 Dieci piccoli umani (Nightflyers)
- Categoria migliore raccolta antologica
  - 1977 Un canto per Lya (A Song for Lya)
  - 1982 Re della sabbia (Sandkings)
- Categoria miglior racconto
  - 1980 Re della sabbia (Sandkings)
  - 1982 Guardians
  - 1984 The Monkey Treatment
- Categoria miglior racconto breve
  - 1980 La via della croce e del drago (The Way of Cross and Dragon)
- Categoria miglior romanzo fantasy
  - 1997 Il gioco del trono (A Game of Thrones)
  - 1999 Lo scontro dei re (A Clash of Kings)
  - 2001 Tempesta di spade (A Storm of Swords)
  - 2012 Una danza con i draghi (A Dance with Dragons)

### Altri riconoscimenti
- 1982 Premio Daikon (Giappone): miglior racconto tradotto – Nightflyers, Dieci piccoli umani
- 1984 Premio Balrog: miglior romanzo – Armageddon Rag
- 1984 Premio Gilgamesh (Spagna): miglior romanzo – Il battello del delirio (Fevre Dream)
- 1987 Premio Daedelus per Wild Cards
- 1987 Premio Gilgamesh: migliore raccolta antologica fantasy – Songs the Dead Men Sing
- 1989 Premio Gilgamesh: miglior romanzo – Tuf Voyaging
- 2015 Premio Emmy: miglior serie drammatica – Il Trono di Spade
- 2016 Premio Emmy: miglior serie drammatica – Il Trono di Spade
- 2018 Premio Emmy: Miglior serie drammatica – Il Trono di Spade